# Timi Max Elšnik
Timi Max Elšnik (Kidričevo, 29 de abril de 1998) es un futbolista esloveno que juega en la demarcación de centrocampista para el Estrella Roja de Belgrado de la Superliga de Serbia.

## Selección nacional
Tras jugar en las categorías inferiores de la selección, finalmente hizo su debut con la selección de fútbol de Eslovenia en un partido de la Liga de Naciones de la UEFA 2022-23 contra Malta que finalizó con un resultado de 0-4 a favor del combinado esloveno tras los goles de Andraž Šporar, Benjamin Šeško y un doblete de Josip Iličić.

### Participaciones en Eurocopas
| Copa          | Sede     | Resultado        | Partidos | Goles |
| ------------- | -------- | ---------------- | -------- | ----- |
| Eurocopa 2024 | Alemania | Octavos de final | 4        | 0     |

## Clubes
| Club                            | País       | Año       | Partidos | Goles |
| ------------------------------- | ---------- | --------- | -------- | ----- |
| Derby County F. C.              | Inglaterra | 2016-2017 | 3        | 0     |
| Swindon Town F. C. (cedido)     | Inglaterra | 2017-2018 | 23       | 5     |
| Mansfield Town F. C. (cedido)   | Inglaterra | 2018-2019 | 20       | 3     |
| Northampton Town F. C. (cedido) | Inglaterra | 2019      | 9        | 1     |
| N. K. Olimpija Ljubljana        | Eslovenia  | 2020-2024 | 158      | 27    |
| Estrella Roja de Belgrado       | Serbia     | 2024-     | 44       | 6     |

## Palmarés

### Títulos nacionales
| Título                    | Club                      | País      | Año  |
| ------------------------- | ------------------------- | --------- | ---- |
| Copa de Eslovenia         | N. K. Olimpija Ljubljana  | Eslovenia | 2021 |
| Primera Liga de Eslovenia | N. K. Olimpija Ljubljana  | Eslovenia | 2023 |
| Copa de Eslovenia         | N. K. Olimpija Ljubljana  | Eslovenia | 2023 |
| Superliga de Serbia       | Estrella Roja de Belgrado | Serbia    | 2025 |
| Copa de Serbia            | Estrella Roja de Belgrado | Serbia    | 2025 |